# Starboy (album)
Starboy is het derde studioalbum van de Canadese singer-songwriter The Weeknd, uitgebracht op 25 november 2016 via XO en Republic Records. Op het album staan samenwerkingen me Daft Punk, Lana Del Rey, Kendrick Lamar en Future. Als uitvoerende producenten voor het album schakelde The Weeknd en Doc McKinney een groot aantal producers in, waaronder Diplo, Cashmere Cat, Metro Boomin en Labrinth.
Starboy werd ondersteund door acht singles, waaronder de nummer 1-hits van de Amerikaanse Billboard Hot 100, Starboy en Die for You (die bovenaan de hitlijst kwam na een remix met Ariana Grande), en de top vijf single I Feel It Coming. Het album kreeg over het algemeen positieve recensies van critici en debuteerde op nummer één in de Amerikaanse Billboard 200 met 348.000 verkochte exemplaren (waarvan 209.000 pure verkopen). Het werd het tweede opeenvolgende nummer één-album van The Weeknd. 
Starboy won in 2018 de prijs voor Best Urban Contemporary Album bij de 60e Grammy Awards. Dit was de tweede keer dat Weeknd in die categorie won. Ook won hij een Juno Award voor R&B Record of the Year. 
In 2023 bracht The Weeknd een deluxe versie uit met drie extra, eerder geremixte releases: Starboy (Kygo remix), Die For You (met Ariana Grande) en Reminder (met ASAP Rocky en Young Thug).

## Achtergrond
The Weeknd kondigde op 21 september officieel zijn derde studioalbum aan, door de titel en de releasedatum van 25 november bekend te maken. De albumhoes is gefotografeerd en ontworpen door Nabil Elderkin, en het cd-boekje bevat elf portretten van de zanger, gemaakt door Elderkin. De tracklist van het album werd officieel onthuld op 17 november 2016, tegelijk met de release van de singles I Feel It Coming en Party Monster. In een interview met Variety in 2020 zei The Weeknd dat de kruisbeelden op de albumhoes symbool staan voor wedergeboorte. 

## Promotie

### Tour
In 2017 ging The Weeknd op wereldtournee met de Starboy: Legends of the Fall Tour. De tournee bevatte 95 shows. In België bezocht hij het Antwerps Sportpaleis. In Nederland de Amsterdamse Ziggo Dome.

## Performances en kortfilm
The Weeknd trad op 20 november 2016 op bij de American Music Awards en op 12 februari 2017 op de Grammy Awards met Daft Punk. Daarnaast werd er op 23 november 2016 een kortfilm uitgebracht van 12 minuten. 

## Tracklist
| Nr. | Titel                                   | Schrijver(s) | Producent(en)                                                | Duur |
| --- | --------------------------------------- | --- | ------------------------------------------------------------ | ---- |
| 1.  | "Starboy" (met Daft Punk)               | Abel Tesfaye, Thomas Bangalter, Guy-Manuel de Homem-Christo, Martin McKinney, Henry Russell Walter, Jason Quenneville      | The Weeknd, Daft Punk                                        |      |
| 2.  | "Party Monster"                         | Tesfaye, Benjamin Diehl, McKinney, Ahmad Balshe, Lana Del Rey                                                              | The Weeknd, Ben Billions, Doc McKinney                       |      |
| 3.  | "False Alarm"                           | Tesfaye, McKinney, Balshe, Diehl, Walter, Emmanuel Nickerson                                                               | The Weeknd, Doc McKinney, Cirkut, Mano                       |      |
| 4.  | "Reminder"                              | Tesfaye, Nickerson, McKinney, Dylan Wiggins, Walter, Quenneville                                                           | The Weeknd, Mano, Cirkut                                     |      |
| 5.  | "Rockin'"                               | Tesfaye, Max Martin, Peter Svensson, Savan Kotecha, Ali Payami, Balshe                                                     | The Weeknd, Martin, Payami                                   |      |
| 6.  | "Secrets"                               | Tesfaye, McKinney, Walter, Wiggins, Roland Orzabal, Coz Canler, Jimmy Marinos, Wally Palamarchuk, Mike Skill, Peter Solley | The Weeknd                                                   |      |
| 7.  | "True Colors"                           | Tesfaye, William Thomas Walsh, Magnus Høiberg, Benjamin Levin, Brittany Hazzard, Samuel Wishkoski, Jacob Dutton            | Benny Blanco, Cashmere Cat, The Weeknd, Jake One, Swish      |      |
| 8.  | "Stargirl Interlude" (met Lana Del Rey) | Tesfaye, Del Rey, McKinney, Timothy McKenzie                                                                               | The Weeknd, Labrinth                                         |      |
| 9.  | "Sidewalks" (met Kendrick Lamar)        | Tesfaye, Kendrick Duckworth, McKinney, Daniel Wilson, Robert John Richardson, Ali Shaheed Jones-Muhummad                   | Doc McKinney, Bobby Raps, Ali Shaheed Muhammad               |      |
| 10. | "Six Feet Under"                        | Tesfaye, Nayvadius Wilburn, McKinney, DiehlLeland Wayne, Walter, Balshe, Quenneville                                       | The Weeknd, Doc McKinney, Cirkut, Metro Boomin, Ben Billions |      |
| 11. | "Love to Lay"                           | Tesfaye, Martin, Svensson, Kotecha, Payami, Balshe                                                                         | Martin, Payami, The Weeknd                                   |      |
| 12. | "A Lonely Night"                        | Tesfaye, Martin, Svensson, Kotecha, Payami, Balshe, Quenneville                                                            | Martin, Payami                                               |      |
| 13. | "Attention"                             | Tesfaye, Walsh, Levin, Høiberg, Adam Feeney, Mustafa Ahmed                                                                 | The Weeknd, Benny Blanco, Cashmere Cat, Frank Dukes          |      |
| 14. | "Ordinary Life"                         | Tesfaye, Martin, Svensson, Kotecha, Payami, Balshe, McKinney, Walter                                                       | Doc McKinney, Cirkut                                         |      |
| 15. | "Nothing Without You"                   | Tesfaye, Quenneville, Diehl, Thomas Pentz, Balshe, Walter                                                                  | Diplo, Ben Billions, The Weeknd, Cirkut                      |      |
| 16. | "All I Know" (met Future)               | Tesfaye, Wilburn, Diehl, Høiberg, Balshe                                                                                   | Ben Billions, Cashmere Cat, The Weeknd                       |      |
| 17. | "Die For You"                           | Tesfaye, McKinney, Mejdi Rhars, Wiggins, Høiberg, Walsh, Walter                                                            | Doc McKinney, Cirkut, The Weeknd, Cashmere Cat, Prince 85    |      |
| 18. | "I Feel It Coming"                      | Tesfaye, Bangalterde, Homem-Christo, McKinney, Walter, Eric Chedeville                                                     | Doc McKinney, Cirkut, The Weeknd, Cashmere Cat, Prince 85    |      |